# Râul Tisa, Cugir
Râul Tisa este un curs de apă, al patrulea afluent de stânga (din cei 11) al Râului Mic (Cugir), care la rândul său este afluentul râului Cugir și unul din cele două cursuri de apă majore care îl formează. 

## Generalități
Râul Tisa nu are afluenți semnificativi și nici nu trece prin vreo localitate. 

## Confluența formării
De fapt, Râul Cugir se formeaă la confluența dintre Râul Mic (Cugir) și Râul Mare (Cugir).